# 알보이노 1세 델라 스칼라
알보이노 1세 델라 스칼라(Alboino I della Scala, 1284년 ~ 1311년 10월 28일)는 스칼라 가문 출신의 베로나 군주이다.
그는 알베르토 1세의 아들로 태어나, 1304년에 그의 형제 바르톨로메오 1세가 사망하자, 베로나의 황제의 대리가 되었다. 1298년에 그는 마테오 1세 비스콘티의 딸인 카테리나 비스콘티와 혼인을 하였고, 8년간의 결혼 생활을 마치고 질베르토 3세 다 코레조의 딸 베아트리체와 재혼하였다.
그의 자리는 형제 칸그란데 1세의 지도하에 알베르토가 이어받았다. 알보이노의 동생 마스티노는 칸그란데가 사망한 1329년이 지나서 베로나를 통치했다.

| 전임 바르톨로메오 1세 | 베로나의 군주 1304년 - 1311년 | 후임 알베르토 2세와 칸그란데 1세 |